# Осеян, Артак
Артак Осеян (род. 16 мая 1987) — армянский футболист, игравший на позиции полузащитника, тренер.
В первой лиге Армении дебютировал в 2003 году, сыграв за команду «Спартак» Ереван. Со следующего сезона играл в армянской премьер-лиге за «Бананц» Ереван, «Лернагорц» Капан и «Ширак» Гюмри. В 2009 году вышел на замену на 83-й минуте ответного матча первого квалификационного раунда Лиги Европы «Широки Бриег» (Босния и Герцеговина) — «Бананц» (0:1).
В 2015 году был утверждён в качестве главного тренера молодёжной сборной Армении (игроки до 21 года). В дальнейшем возглавлял сборную игроков до 19 лет, ереванский «Пюник» (дважды) и команду «Арарат-Армения» Ереван (носившую название «Арарат Москва»). С 2021 года — главный тренер сборной Армении (до 19 лет).
В августе 2025 года в третий раз вернулся в «Пюник».
Финалист Кубка Армении: 2004, 2009, 2011 (как игрок), 2017 (как тренер).